# ジャック・ドーン
ジャック・ドーン（Jack Doan、1972年 - ）は、WWE所属のレフェリー。イリノイ州出身。
WWEデビューは1992年。RAWでレフェリーを担当し、2013年まで在籍。